# Arthur Frothingham
Arthur Lincoln Frothingham, Jr. (Boston, 1859 – New York, luglio 1923) è stato un archeologo e storico dell'arte statunitense.
È stato uno dei primi docenti di storia dell'arte all'Università di Princeton.

## Biografia
Frothingham venica da una famiglia benestante, che lo mise in condizione di studiare langue al Seminario cattolico di San Apollinare a Roma e all'Università di Roma tra il 1868 e il 1881. Nel 1882 iniziò a insegnare lingue semitiche alla Johns Hopkins University. Ottenne il dottorato di ricerca in Germania, all'Università di Lipsia nel 1883, e lo stesso anno sposò Helen Bulkley Post. Nel 1884 divenne segretario dell'Archaeological Institute of America, appena fondato, e nel 1885, assieme al professore di Princeton Allan Marquand, fu cofondatore dell'American Journal of Archaeology, la rivista dell'Institute, e ne divenne il primo direttore, incarico mantenuto fino al 1896.
Frothingham divenne lettore a Princeton quando l'università era ancora nota come College of New Jersey (1885). Nel 1886 divenne qui professore, insegnando storia dell'arte e archeologia, anche se sembra che inizialmente lavorasse senza uno stipendio. Tra i suoi corsi c'era la storia dell'arte del rinascimento, tra i primi corsi di storia dell'arte post-classica tenuti al College. Assieme a Allan Marquand, Frothingham lavorò a riscrivere il Bilder Atlas di Moritz Carrière e il quarto volume della Iconographic Encyclopedia (1887). Verso il 1890 Frothingham e Marquand iniziarono ad avere molte difficultà a lavorare assieme, forse derivanti dalla sovrapposizione nella loro aree di competenza e insegnamento. Frothingham tenne il suo corso sul rinascimento (che era in gan parte dedicato ai monumenti medievali) per l'ultima volta nel 1892-93.
Durante gli anni 1890 Frothingham divenne direttore associato dell'American Academy in Rome, una posizione che in gran parte era legata a indirizzare i visitatori e agire come agente per i musei statunitensi. In questa veste acquistò 29 corredi funerari di tombe etrusche scavate da Francesco Mancinelli a Narce e anche da altri siti. Frothingham studiò anche la topografia del Latium e si interessò degli scavi nel sito di Norba, ma non ottenne un permesso per una ricerca su campo.
Tornato a Princeton, Frothingham cambiò il curriculum. Aggiunse un famoso corso che chiamò "Subjects and Symbols in Early Christian Art," (soggetti e simboli della prima arte cristiana) che doveva servire come prototipo per studi iconografici per cui Princeton divenne in seguito famosa. Quando Marquand tornò dopo un anni all'American Academy in Rome, trovò che Frothingham stava insrgnando in un altro nuovo corso: arte italiana del Medio evo. Marquand fu scontento di ciò e dato che controllava gli stipendi degli storici dell'arte che erano pagati dalla Frederic Marquand Bequest, interruppe lo stipendio di Frothingham a metà semestre.
Il presidente dell'università, Francis Landey Patton, pagò Frothingham per il resto del semestre e risistemò la posizione di Frothingham come insegnante di arte antica e archeologia, ma gli tolse la possibilità di insegnare arte medievale o essere direttore dell'American Journal of Archaeology. Frothingham e Marquand scrissero assieme un manuale nel 1896, A Textbook of the History of Sculpture. Frothingham rimase professore di storia antica e archeologia a Princeton fino al 1906. Tuttavia nel 1903-04, il suo corso medievale, sottilmente camuffato, che ora si sviluppava in due semestri, causò dei problemi con i responsabili dell'università. Il suo nome fu rimosso dai ruoli della facultà per l'anno seguente e anche se rimase nella città di Princeton (New Jersey), per il resto della sua vita, pubblicando come studioso privato, non ha più insegnato.
Nel 1895-96, Frothingham fu direttore associato della American School of Classical Studies a Roma. Preparò articoli di architettura per la New International Encyclopedia. Negli anni dopo la prima guerra mondiale, Frothingham studiò i problemi delle popolazioni che immigravano negli Stati Uniti, testimoniando alle the Lusk hearings a Washington. Verso la fine della sua vita, viaggiò in Italia per studiare il fascismo. Morì a New York per una malattia cardiaca.

## Pubblicazioni
- The Monuments of Christian Rome from Constantine to the Renaissance. New York: Macmillan, 1925.
- con Marquand, Allan. A Text-Book of the History of Sculpture. New York: Longmans, Green, and Co., 1896.
- con Sturgis, Russell. A History of Architecture. 4 vols. New York: The Baker & Taylor Company, 1906-15.
- Architecture, Mythology, the Fine Arts, Technology. volume 4 of, Heck, Johann Georg and Baird, Spencer Fullerton. Iconographic Encyclopaedia of Science, Literature, and Art. New York: R. Garrigue, 1887.

### Ulteriori letture
- H. N. F., Arthur Lincoln Frothingham, in American Journal of Archaeology, vol. 27, n. 4, ottobre–dicembre 1923,  pp. 381-382. URL consultato il 27 maggio 2007.